# József Pálinkás (piłkarz)
József Pálinkás (ur. 10 marca 1912 w Segedynie, zm. 24 kwietnia 1991 w Budapeszcie) – węgierski piłkarz występujący na pozycji bramkarza. Srebrny medalista mistrzostw świata 1938. Zawodnik klubów Szeged FC i Ferencvárosi TC. Zmarł w wieku 79 lat.